# Territórios de identidade da Bahia

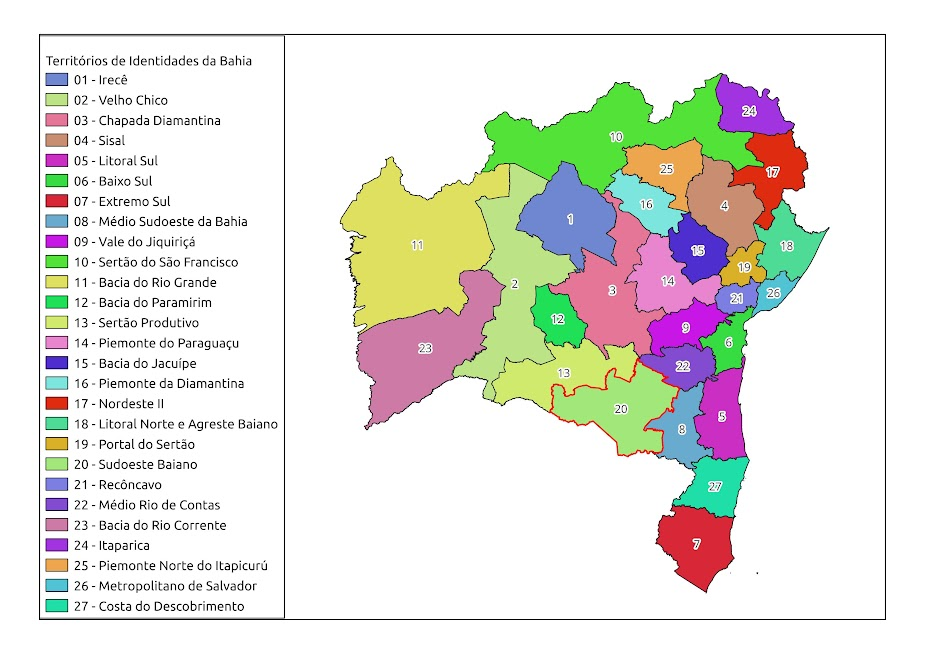
Mapa dos Territórios de Identidade

Territórios de identidade da Bahia (TI) são a regionalização mais atual do estado brasileiro da Bahia. Desenvolvido através de análises culturais, geoambientais, político-institucionais e econômicas. O principal motivador da criação dessa divisão foi o Ministério de Desenvolvimento Agrário que por meio da Secretaria de Desenvolvimento Territorial deu início ao Programa Nacional de Desenvolvimento Sustentável dos Territórios Rurais (PRONAT). A denominação vem da busca por atrelar às regiões a ideia de pertencimento das populações. Essa divisão territorial foi legitimada em 2007 pela Superintendência de Estudos Econômicos e Sociais da Bahia (SEI), após estudos entre 2003 e 2006, no mandato do Governador Jacques Wagner.

## Lista
Esta é uma lista de todos os 27 territórios de identidade do Estado da Bahia com a respectiva quantidade de municípios que os compõe, segundo a SEI.
| Nº | Nome do TI                                    | Nº de municípios |
| -- | --------------------------------------------- | ---------------- |
| 1  | Irecê                                         | 20               |
| 2  | Velho Chico                                   | 16               |
| 3  | Chapada Diamantina                            | 24               |
| 4  | Sisal                                         | 20               |
| 5  | Litoral Sul                                   | 26               |
| 6  | Baixo Sul                                     | 15               |
| 7  | Extremo Sul                                   | 13               |
| 8  | Médio Sudoeste da Bahia                       | 13               |
| 9  | Vale do Jiquiriçá                             | 20               |
| 10 | Sertão do São Francisco                       | 10               |
| 11 | Bacia do Rio Grande                           | 14               |
| 12 | Bacia do Paramirim                            | 8                |
| 13 | Sertão Produtivo                              | 19               |
| 14 | Piemonte do Paraguaçu                         | 13               |
| 15 | Bacia do Jacuípe                              | 15               |
| 16 | Piemonte da Diamantina                        | 10               |
| 17 | Semiárido Nordeste II                         | 18               |
| 18 | Litoral Norte e Agreste Baiano                | 20               |
| 19 | Portal do Sertão                              | 17               |
| 20 | Sudoeste baiano (antigo Vitória da Conquista) | 24               |
| 21 | Recôncavo                                     | 19               |
| 22 | Médio Rio de Contas                           | 16               |
| 23 | Bacia do Rio Corrente                         | 11               |
| 24 | Itaparica                                     | 6                |
| 25 | Piemonte Norte do Itapicuru                   | 9                |
| 26 | Metropolitano de Salvador                     | 13               |
| 27 | Costa do Descobrimento                        | 8                |